# Чжу Юйцзянь
Чжу Юйцзянь (кит.: 朱聿鍵; піньїнь: Zhū Yùjiàn), храмове ім'я Шаоцзун (кит.: 紹宗; піньїнь: Shaozong; 1602 — жовтень 1646) — другий імператор династії Південна Мін.

## Життєпис
Був нащадком у дев'ятому поколінні імператора Чжу Юаньчжана.
1632 року отримав титул Тан-вана. 1636 року був позбавлений володінь та ув'язнений. 1644 року імператор Південної Мін Чжу Юсун звільнив його. 1645 року після нищівної поразки військ Південної Мін та взяття в полон Чжу Юсуна Чжу Юйцзянь утік до Ханчжоу, а звідти — до Фуцзяня. В серпні того ж року його було проголошено новим імператором.
Однак замість того, щоб об'єднати сили для спільної боротьби проти маньчжурських завойовників, Чжу Юйцзянь розпочав міжусобну боротьбу за владу. Восени 1646 року маньчжурська армія завдала нищівної поразки військам Південної Мін у битві в ущелині Сяньсягуань. У боях за фортецю Тінчжоу мінські війська зазнали нової поразки. Маньчжури стратили понад десять тисяч полонених китайців, у тому числі й самого Чжу Юйцзяня.